# 松林宗恵
松林 宗惠（まつばやし しゅうえ、1920年（大正9年）7月7日 - 2009年（平成21年）8月15日）は、日本の映画監督。元海軍士官で、僧侶でもある。法名、釈 宗惠（しゃく しゅうえ）。

## 経歴
島根県江津市桜江町（元邑智郡桜江町）の浄土真宗の寺の五男に生まれる。小学校から井原村満行寺（現・邑智郡邑南町）に移り、中学は広島新庄中学に入学して2年生から広陵中学（現・広陵高校）に転校し、広島市へ出た。1938年（昭和13年）に卒業した後には京都へ進み、1941年（昭和16年）に龍谷大学専門部を卒業。日本大学芸術学部に移り、在学中の1942年（昭和17年）には映画に仏心を注入したいと考え、東宝演出助監部に入る。
1943年（昭和18年）、学部を短縮卒業して海軍第3期兵科予備学生となり、1944年（昭和19年）には海軍少尉に任官され、部下150名を連れて南支那廈門島の陸戦隊長となる。戦後は復員して東宝への復職を経て、東宝争議に際し渡辺邦男や斎藤寅次郎らに従って新東宝に移った。
1952年（昭和27年）に上原謙主演の『東京のえくぼ』で初監督。藤本真澄プロデューサーの東宝復帰に伴い、1955年（昭和30年）に新東宝を退社して東宝に復帰。以降は、森繁久彌主演の『社長シリーズ』をはじめとする喜劇や『連合艦隊』をはじめとする戦争映画など、多岐にわたる68本の劇映画を監督した。
そのほか、テレビドラマの演出なども担当して1980年（昭和55年）からはフリーとなり、1990年代以降は主に講演活動などに従事していた。
2009年8月15日午前7時10分に心不全により、東京都文京区の病院で死去。89歳没。同年9月10日には東宝スタジオ第8ステージにて「お別れ会」が行われ、追悼の辞を述べた司葉子ら芸能界関係者や安倍晋三元首相などが出席した。生家の福泉寺に墓所がある。
なお、2004年（平成16年）3月に故郷である江津市桜江町の「水の国/ミュージアム104"」内に「松林宗恵映画記念館」が開館したが、2018年（平成30年）から水の国は休館となっており、民間の譲渡先が見つからなかったことから2025年（令和7年）3月末で水の国の廃止とともに廃館となることが決定した。
2020年（令和2年）には江津市総合市民センターにて展示会「松林宗恵生誕100周年記念展示」が行われたほか、2022年には川越まちづくり協議会による『川越かるた』の読み札の1枚に挙げられている。

## 人物・作風
自らの作家性よりも脚本の意図に忠実に撮影する職人気質で知られるが、仏心を描こうと常に心がけていたという。スタッフや俳優らからは「和尚さん」というあだ名で呼ばれていた。
先輩の黒澤明や市川崑のように華々しい映画賞に恵まれる存在ではなかったが、大ヒットシリーズと特撮超大作のどちらも着実にこなし、黒澤や市川が不在だった1960年代後半には岡本喜八と並ぶ東宝のエース監督であった。市川とは特に仲が良く、1979年の『女王蜂』の応援監督としてまったく違和感のないB班をこなしている。
『太平洋の嵐』などに出演した夏木陽介は、松林は従軍経験から自ら敬礼などの指導を行っていたと証言している。また、戦争経験者であることから一本筋が通った人物であったと評しており、戦争を繰り返してはいけないというテーマを最も重視していたと述懐している。
『世界大戦争』などに出演した女優の星由里子は、松林は冗談を言うなど現場を明るくしようと務めていたと証言しており、楽しい人物であったと述懐している。
『世界大戦争』に出演した宝田明は、松林は同作品に格別の思いを持っていることを語っていたと証言しており、宝田も同作品を松林の代表作に挙げている。
『太平洋の嵐』などに出演した中島春雄は、怖い監督ではなかったがスタッフに怒鳴ることもあったと述懐している。また、中島によれば髭を生やした役の場合、黒澤は本物の髭を生やさせていたが、松林は付け髭で問題なかったという。

## 主な監督作品

### 映画
- 水色のワルツ（青柳信雄との共同監督、東映、1952年5月15日）
- 東京のえくぼ（新東宝、1952年7月15日）
- ハワイの夜（マキノ雅弘との共同監督、新東宝、1953年1月8日）
- アチャコ青春手帳第三話 まごころ先生の巻（新東宝、1953年3月12日）
- 戦艦大和（応援監督、新東宝、1953年6月15日）
- 青春ジャズ娘（国際放映、1953年9月22日）
- 花と波涛（新東宝、1954年2月10日）
- トラン・ブーラン 月の光（新東宝、1954年9月21日）
- 慈悲心鳥（新東宝、1954年11月15日）
- 人間魚雷回天（新東宝、1955年1月9日）
- 月に飛ぶ雁（東宝、1955年4月19日）
- 浅草の鬼（大映東京、1955年8月14日）
- 風流交番日記（新東宝、1955年11月8日）
- 天国はどこだ（新東宝、1956年4月23日）
- あなたも私もお年頃（大映京都、1956年6月21日）
- 兄とその妹（東宝、1956年9月19日）
- 婚約指輪 エンゲージリング（東宝、1956年11月20日）
- 美貌の都（宝塚映画、1957年3月13日）
- ひかげの娘（東宝、1957年6月5日）
- 青い山脈・新子の巻（東宝、1957年10月27日）
- 続青い山脈・雪子の巻（東宝、1957年11月19日）
- 社長シリーズ
  - 社長三代記（東宝、1958年1月3日）
  - 続・社長三代記（東宝、1958年3月18日）
  - 社長太平記（東宝、1959年1月3日）
  - 社長道中記（東宝、1961年4月25日）
  - 続・社長道中記（東宝、1961年5月30日）
  - サラリーマン清水港（東宝、1962年1月3日）
  - 続サラリーマン清水港（東宝、1962年3月7日）
  - 社長外遊記（東宝、1963年4月28日）
  - 続・社長外遊記（東宝、1963年5月29日）
  - 社長紳士録（東宝、1964年1月3日）
  - 続・社長紳士録（東宝、1964年2月29日）
  - 社長忍法帖（東宝、1965年1月3日）
  - 続・社長忍法帖（東宝、1965年1月31日）
  - 社長行状記（東宝、1966年1月3日）
  - 続・社長行状記（東宝、1966年2月25日）
  - 社長千一夜（東宝、1967年1月1日）
  - 続・社長千一夜（東宝、1967年6月3日）
  - 社長繁盛記（東宝、1968年1月14日）
  - 続・社長繁盛記（東宝、1968年2月24日）
  - 社長えんま帖（東宝、1969年1月15日）
  - 続・社長えんま帖（東宝、1969年5月17日）
  - 社長学ABC（東宝、1970年1月15日）
  - 続・社長学ABC（東宝、1970年2月28日）
- 風流温泉日記（東宝、1958年8月19日）
- 大学の人気者（東宝、1958年9月30日）
- まり子自叙伝 花咲く星座（東宝、1959年4月5日）
- 潜水艦イ-57降伏せず（1959年7月5日）
- 夜を探がせ（東宝、1959年10月18日）
- ハワイ・ミッドウェイ大海空戦 太平洋の嵐（東宝、1960年4月26日）
- がんばれ! 盤嶽（東宝、1960年10月16日）
- 世界大戦争（東宝、1961年10月8日）[2]
- 新・狐と狸（宝塚、1962年9月29日）
- 太平洋の翼（東宝、1963年1月3日）
- こんにちは赤ちゃん（東宝、1964年3月20日）
- 万事お金（東宝、1964年10月14日）
- てなもんや東海道（東宝、1966年8月14日）
- 落語野郎 大泥棒（東宝、1967年4月15日）
- てなもんや幽霊道中（東宝、1967年9月2日）
- 喜劇 百点満点（東宝、1976年10月2日）
- 恋の空中ぶらんこ（東宝、1976年12月25日）
- 関白宣言（東宝、1979年12月22日）
- 連合艦隊（東宝、1981年8月8日）
- ふしぎな國 日本（松竹＝松林プロ、1983年4月29日）※ 製作も担当
- 山下少年物語（キネマ東京、1985年10月10日）
- ゴルフ夜明け前（東宝、1987年12月19日）
- 勝利者たち（円谷プロ、1992年10月10日）

### テレビ
- 泣いてたまるか（1966年 - 1968年、TBS）
- 帰ってきたウルトラマン（1972年、TBS・円谷プロダクション）
- ライオン奥様劇場 妻の過去（1974年、フジテレビ・東宝）
- 少年探偵団 (BD7)（1975年 - 1976年、日本テレビ・日本現代企画）

## プロデュース作品

### ビデオ映画
- 平成維新伝 群狼がゆく（2000年、GPミュージアム） - 制作総指揮

## 著書
- 『私と映画・海軍・仏さま』（1985年3月、大蔵出版） ISBN 4804320032
- 『まことしやかにさりげなく -映画監督 松林宗恵』（2011年1月1日、仏教伝道協会） ISBN 9784892375187